# クィントゥス・ファビウス・マクシムス・セルウィリアヌス
クィントゥス・ファビウス・マクシムス・セルウィリアヌス（ラテン語: Quintus Fabius Maximus Servilianus、生没年不詳）は紀元前2世紀中頃の共和政ローマの政治家・軍人。紀元前142年にコンスル（執政官）を務めた。

## 出自
セルウィリアヌスはパトリキ（貴族）系であるセルウィリウス氏族・カエピオ家の出身である。セルウィリウス氏族はアルバ・ロンガからローマに移住した六氏族の一つとされている。カエピオのコグノーメン（第三名、家族名）を名乗ったのは、紀元前253年の執政官グナエウス・セルウィリウス・カエピオが最初である。
紀元前169年の執政官グナエウス・セルウィリウス・カエピオには息子が3人おり、セルウィリアヌスはその長男である。弟グナエウス・セルウィリウス・カエピオは紀元前141年に、クィントゥス・セルウィリウス・カエピオは紀元前140年に、それぞれ執政官を務めている。三兄弟が連続して執政官に就任したことは共和政ローマの歴史においても異例のことであった。長男セルウィリアヌスは、第二次ポエニ戦争の英雄クィントゥス・ファビウス・マクシムス・ウェッルコスス・クンクタートルの孫に養子に入り、クィントゥス・ファビウス・マクシムス・セルウィリアヌスと名乗った。義理の兄弟にクィントゥス・ファビウス・マクシムス・アエミリアヌスがいるが、アエミリアヌスはルキウス・アエミリウス・パウルス・マケドニクスの実子で、プブリウス･コルネリウス・スキピオ・アエミリアヌス・アフリカヌス・ヌマンティヌスとは実の兄弟にあたる。

## 経歴

### 初期の経歴
紀元前150年、ローマとカルタゴの緊張が高まっていたが、ウァレリウス・マクシムスによると、クィントゥス・ファビウス・マクシムスという元老院議員が、カルタゴに宣戦布告するという元老院秘密令を漏らしたために、執政官から厳しい叱責を受けたという。彼はある日の帰宅途中にプブリウス・リキニウス・クラッスス・ムキアヌスと会い、この日に何が議論されたかを話した。クラッススはクァエストル（財務官）を務めた経験はあったが、まだ元老院には席はなく、クィントゥス・ファビウスはそれを知らなかった。執政官はクィントゥス・ファビウスを「正直者」とは認めたが、問責決議を下した。このクィントゥス・ファビウスは、セルウィリアヌスもしくはアエミリアヌスの何れかと考えられる。
ウィッリウス法の規定から考えると、セルウィリアヌスは遅くとも紀元前145年にはプラエトル（法務官）に就任していたと考えられる。紀元前142年、セルウィリアヌスは執政官に就任する。同僚のプレブス（平民）執政官はルキウス・カエキリウス・メテッルス・カルウスであった。セルウィリアヌスの実家セルウィリウス氏族とカエキリウス氏族は強い盟友関係にあったと考えられている。そしてセルウィリアヌスとカルウスは、元老院では「反スキピオ派」を率いていた。このため、セルウィリアヌスとカルウスは、担当地位の決定をくじ引きではなく話し合いで決めた可能性がある。ルシタニア戦争が続いているヒスパニア・ウルテリオルはカルウスが担当することとなった。
セルウィリアヌスの執政官任期中、ローマでは疫病が流行した。ヒスパニアの戦況は思わしくなく、紀元前141年には、執政官権限を持つ司令官を派遣することが必要とされた。新執政官の一人グナエウス・セルウィリウス・カエピオはセルウィリアヌスの実弟であったが、セルウィリアヌスに指揮権を譲った。このためセルウィルアヌスはプロコンスル（前執政官）としてインペリウム（軍事指揮権）を保持し、ヒスパニア・ウルテリオルに赴いた。

### ヒスパニア

紀元前2世紀のイベリア半島
橙がヒスパニア・キテリオル、緑がヒスパニア・ウルテリオル

紀元前141年、セルウィリアヌスのために強力な軍が編成された。兵力は2個ローマ軍団とほぼ同数のアウクシリア（支援軍）で、歩兵18、000と騎兵1,600からなっていた。加えて、ヌミディア王ミキプサは戦象を送ることを申し出ていた。現地に到着したセルウィリアヌスは、ルシタニア軍に包囲されていたウティカを救援するために、軍の一部とともにウティカに向かった。ルシタニア軍は包囲は解いたものの、ヴィリアトゥスが率いる6,000のルシタニア軍が、行軍中のローマ軍を攻撃した。ルシタニア軍は「野蛮人が常に行うように、敵を威嚇するために、雄叫びをあげ騒音と共に、長い髪を振り乱しながら、攻撃をしかけてきた。セルウィリアヌスはこの攻撃を撃退することができた。またこの後直ぐに、ヌミティアから戦象10頭と300騎のヌミディア騎兵が到着した。
セルウィリアヌスは兵力を結集し、ルシタニア軍に会戦を挑んだ。ルシタニア軍は最初敗走したが、ローマ軍の戦闘隊形が乱れているのを見て反撃を開始し、戦況は逆転してローマの敗北に終わった。戦死者は3,000に達し、生存者は野営地に逃れ、再度の出撃を拒否した。兵士たちを戦わせることができたのは有能なトリブヌス・ミリトゥム（高級士官）であるガイウス・ファンニウスのみであった。夜が訪れたために、なんとかローマ軍は壊滅を免れた。しかし、その後も敵の軽騎兵が積極的に行動したため、セルウィルアヌスはウティカへの退却を余儀なくされた。

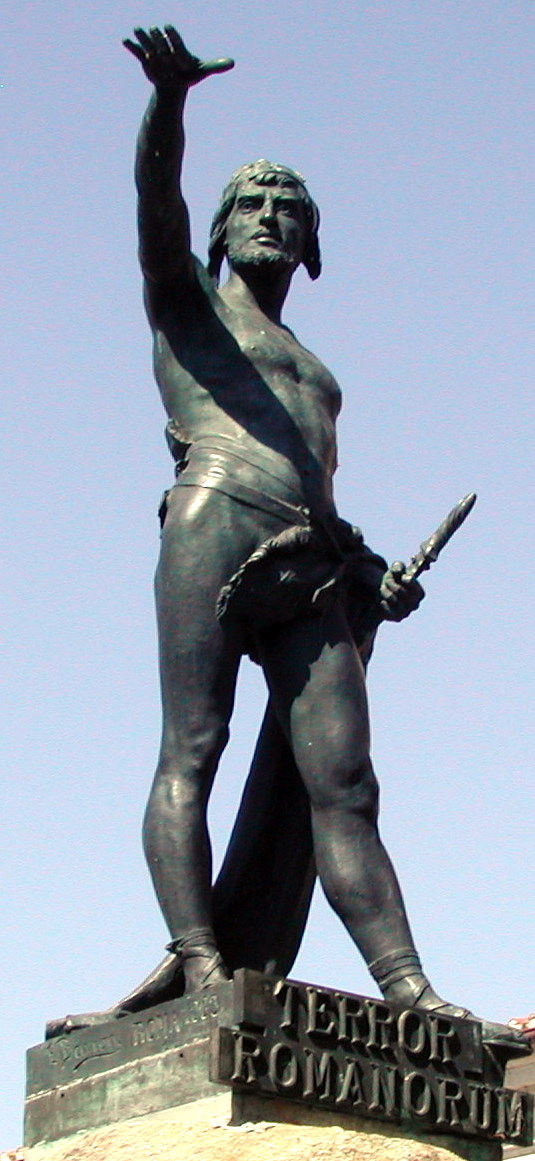
サモラ (スペイン)に立つヴィリアトゥスの像

一方でヴィリアトゥスも食料が不足し始め、ルシタニアに退却した。このため最終的には、戦況はローマ軍が優位となった。セルウィルアヌスはべトゥリア（現在のアンダルシア地方の北西部）に移動し、敵を支援する5つの都市を奪取して略奪した。そこからルシタニアに侵攻しようとしたが、途中でキュリウスとアピュレイウス（名前から判断して、ルシタニア人）が指揮する1万人の分遣隊に襲われた。ローマ軍は「大混乱」に陥り略奪品を失ったが、少し後には敵を撃退することができた。どうやらこの出来事により、セルウィルアヌスは計画の変更を余儀なくされたようで、まずヒスパニア・ウルテリオル属州の秩序を回復することにした。セルウィルアヌスはヴィリアトゥスの兵がかつて駐屯していたエスカディア、ゲメッラ、オボロコラを占領し、10,000を捕虜とした。内500は斬首し、残りは奴隷として売られた。3,000人の分遣隊を率いていた「盗賊」コノバはセルウィルアヌスに投降してきた。兵士の命を救う代わりに、彼等の両手は切り落とされた。

クイント・ファビウス・マキシムスは、戦意旺盛な兵士の精神を弱めたいと考え、しばらくの間優しさを封印し、厳しく残酷な刑に処すことにした。そして、体から切り離された血まみれの手が大地に転がったが、これは強力な警告となった。
ウァレリウス・マクシムス『有名言行録』、II, 7, 11.

この刑に関しては、フロンティヌスは右手のみを切断したとしており、オロシウスは指導的立場の500人の手を切落したとしている。
これらの勝利の後、セルウィルアヌスは冬営に入った。彼は属州の大部分から敵を一掃することができた（ティトゥス・リウィウスは、いくつかの都市と共にルシタニアの大部分を征服したと書いている）。一方ローマでは、戦争は終結には程遠いと考え、紀元前140年には執政官の一人をヒスパニア・ウルテリオルに派遣することにした。派遣されることになったのは、やはりセルウィルアヌスの弟であるクィントゥス・セルウィリウス・カエピオであったが、カエピオは新しい軍の編成に長期間を要したため、セルウィルアヌスは引き続き軍の指揮を執った。
春になって戦いが再開された。セルウィルアヌスはエリサナを包囲した。ヴィリアトゥスは夜のうちに城内に入り、翌日の夜明けに塹壕で活動しているローマ軍を駆逐した。セルウィルアヌスは残った兵に戦列を組ませ、再度戦ったがまたも敗北し、ローマ軍は崖際に追い詰められた。ヴィリアトゥスはここでローマ軍を壊滅させたとしても、新たな軍が送り込まれてくることを理解していた。代わりに、ヴィリアトゥスは、セルウィルアヌスに講和を提案した。両者は合意し、ローマ軍は包囲から開放され、その見返りとしてセルウィルアヌスを「ローマの友人であり同盟者である」と認めた。この条約は直ぐにローマで批准された。しかしシケリアのディオドロスは、セルウィルアヌスをローマにとって恥ずべき人物と評している。
同年、セルウィルアヌスは軍の指揮を弟のクィントゥスに引き渡した。クィントゥスはこの状況はローマの権威を傷つけると不本意であり、元老院から戦争再開の許可を得た。ルキウス・アンアエウス・フロルスは、セルウィルアヌスの勝利は、紀元前139年の執政官マルクス・ポピッリウス・ラエナスが既に力尽き降伏を考えていたヴィリアトゥスを攻撃したことにより、「汚された」と書いている。

### その後
ヒスパニアから戻った後、セルウィルアヌスは政治から離れ、知識の追求に専念した。マクロビウスは、いわゆる「暗黒日」（ローマ暦のカレンダエ（月の初日）、ノーナエ（イデスの9日前）、イードゥース（各月の中央日、13日または15日）の翌日で運の悪い日とされた）に関するセルウィルアヌスの著作に関して述べている。

## 子孫
紀元前116年の執政官クィントゥス・ファビウス・マクシムス・エブルヌスは息子と思われる。

## 参考資料

### 古代の資料
- ルキウス・アンアエウス・フロルス『700年全戦役略記』
- アッピアノス『ローマ史』
- ウァレリウス・マクシムス『有名言行録』
- カピトリヌスのファスティ
- シケリアのディオドロス『歴史叢書』
- ティトゥス・リウィウス『ローマ建国史』
- マクロビウス『サトゥルナリア』
- オロシウス『異教徒に反論する歴史』

### 研究書
- Bedian E. Tsepion and Norban (notes on the decade of 100-90 BC) // Studia Historica. - 2010. - number X . - S. 162-207 .
- Simon G. The Wars of Rome in Spain. - M .: Humanitarian Academy, 2008. - 288 p. - ISBN 978-5-93762-023-1 .
- Trukhina N. Politics and Politics of the "Golden Age" of the Roman Republic. - M .: Publishing House of Moscow State University, 1986. - 184 p.
- Broughton R. Magistrates of the Roman Republic. - New York, 1951. - Vol. I. - P. 600.
- Geiger J. The Last Servilii Caepiones of the Republic // Ancient Society. - 1973. - No. IV . - S. 143-156 .
- Münzer F. Fabius 105 // Paulys Realencyclopädie der classischen Altertumswissenschaft . - 1909. - Bd. VI, 2. - S. 1790.
- Münzer F. Fabius 109 // Paulys Realencyclopädie der classischen Altertumswissenschaft . - 1909. - Bd. VI, 2. - S. 1792-1794.
- Münzer F. Fabius 111 // Paulys Realencyclopädie der classischen Altertumswissenschaft . - 1909. - Bd. VI, 2. - S. 1796-1798.
- Münzer F. Fabius 115 // Paulys Realencyclopädie der classischen Altertumswissenschaft . - 1909. - Bd. VI, 2. - S. 1811-1814.
- Münzer F. Römische Adelsparteien und Adelsfamilien. - Stuttgart, 1920 .-- P. 437.
- Münzer F. Servilii Caepiones // Paulys Realencyclopädie der classischen Altertumswissenschaft . - 1923. - Bd. II A, 2. - S. 1775-1780.
- Münzer F. Servilius 48 // Paulys Realencyclopädie der classischen Altertumswissenschaft . - 1923. - Bd. II A, 2. - S. 1811-1814.